# Aaron Leya Iseka
Aaron Leya Iseka (Brüsszel, 1997. november 15. –) belga labdarúgó, az Adanaspor játékosa. Testvére, Michy Batshuayi a Fenerbahçe labdarúgója.